# Stenopsyche uncinata
Stenopsyche uncinata är en nattsländeart som beskrevs av Navás 1930. Stenopsyche uncinata ingår i släktet Stenopsyche och familjen Stenopsychidae. Inga underarter finns listade i Catalogue of Life.